# Ракетная программа КНДР

Зоны досягаемости ракет КНДР

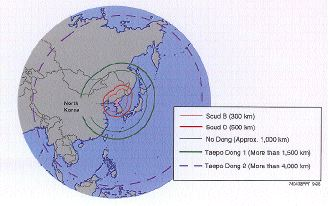
Зоны досягаемости северокорейских ракет

Ракетная программа КНДР осуществляется с конца 1970-х годов (и берёт своё начало в 1960-х).
Официальные наименования реализуемых программ и структура научных проектов не публикуются, исследования по теме проводятся на основе внешних по отношению к КНДР наблюдений и официальных сообщений государственных органов КНДР. Ракетные испытания, по официальной версии, носят мирный характер и производятся с целью исследования космического пространства[уточнить] .
Как ядерная программа, так и запуски ракет КНДР вызывают озабоченность США и Японии — с их стороны против КНДР неоднократно вводились жёсткие санкции. В то же время Китай, несмотря на формальное осуждение, остаётся военным союзником и экономическим партнёром КНДР.
12 декабря 2012 года КНДР вошла в клуб космических держав, выведя на орбиту искусственный спутник Земли.
29 марта 2020 г. КНДР провела испытания многозарядной пусковой установки.

## 1990-е
К разработке баллистической ракеты собственного производства КНДР приступила в 1988 году. Целью было заявлено создание одноступенчатой жидкостной баллистической ракеты средней дальности (БРСД) «Нодон-1» («Труд-1» или «Скад-Д») с отделяемой головной частью (ГЧ). В реализации этой программы приняли участие Иран и Ливия. В конце 1990-х годов ракета была принята на вооружение.
В 1998 году КНДР произвела запуск баллистической ракеты средней дальности «Тэпходон-1». Она, по официальной версии, вывела на орбиту первый северокорейский спутник. Согласно американским данным, ракета, пролетев над соседней Японией, упала в море в нескольких сотнях километров от побережья Аляски.
В 1999 году КНДР после переговоров с администрацией президента США Билла Клинтона, в обмен на экономическую (продовольственную) помощь ввела односторонний мораторий на испытания баллистических ракет средней дальности.

В 2001 его продлили до 2003 года.

## 2000-е
3 марта 2005 года опубликовано заявление МИД КНДР, согласно которому КНДР более не считала себя связанной мораторием 1999 года.

«Диалог с США прекратился в 2001 году с приходом к власти администрации Буша, а это означает, что мы вправе возобновить испытания ракет», — заявил представитель МИД КНДР.
14 июня 2006 года американские СМИ, со ссылкой на источник в администрации президента США, заявили, что на спутниковых фотографиях хорошо виден пусковой комплекс на территории КНДР, на котором, как утверждается, ведётся подготовка к запуску ракеты «Тэпходон-2», которая может достичь западного побережья США.
5 июля 2006 года КНДР произвела запуск сразу нескольких ракет — от семи до десяти, по разным источникам. Все ракеты упали в международных водах. Сообщалось, что некоторые из них упали в нескольких десятках километров от морских границ России, в российской экономической зоне.
5 апреля 2009 года с территории КНДР была запущена ракета Ынха-2 (с кор. — «Млечный путь—2»), по официальной версии, с искусственным спутником Кванмёнсон-2.
Согласно северокорейским сообщениям, спутник был выведен на эллиптическую орбиту с наклонением 40,6 градуса, перигеем 490 км и апогеем 1426 км и транслирует «Песню о полководце Ким Ир Сене» и «Песню о полководце Ким Чен Ире».
Внешние источники появления нового спутника на околоземной орбите не зафиксировали.

## 2010-е
13 апреля 2012 года КНДР осуществила запуск ракеты-носителя Ынха-3 (с кор. — «Млечный путь—3») со спутником «Кванмёнсон-3». Через несколько минут после запуска ракета со спутником развалилась, обломки спутника упали в океан в 165 км от Сеула. По официальной информации, миссия носила исключительно мирный характер, однако многие западные страны посчитали запуск замаскированным испытанием баллистической ракеты большого радиуса действия.
12 декабря 2012 года КНДР вывела на орбиту искусственный спутник Земли «Кванмёнсон-3» и вошла в клуб космических держав.
В том же году между КНДР и Украиной разгорелся дипломатический скандал, связанный с попыткой получения северокорейскими шпионами советских ракетных технологий, находившихся в распоряжении КБ украинского производственного объединения «Южмаш»; тогда дело дошло до выдворения из Киева северокорейского посла и почти всего состава посольства.
В марте 2014 года КНДР произвела серию массовых запусков баллистических ракет в сторону Японского моря.
В ночь 7 февраля 2016 года с опорного пункта Тончхан, расположенного на северо-западе КНДР, была запущена ракета дальнего радиуса действия. Ракета вывела на орбиту искусственный спутник Земли «Кванменсон-4». 
В ответ Совет Безопасности ООН принял резолюцию, в которой резко осудил данные действия КНДР, сочтя их серьёзным и опасным нарушением устава ООН, и объявил о подготовке новых санкций в отношении КНДР.
4 июля 2017 года в посёлке Банхён, находящемся на западе КНДР, была запущена межконтинентальная баллистическая ракета Хвасон-14. По заявлениям КНДР, ракета поднялась на высоту 2802 км, пролетела 933 км и упала в Восточное (Японское) море.
Многие страны признали эту информацию верной и через день Совбез ООН провёл внеочередное заседание. Запуск подобных ракет КНДР является нарушением резолюции Совбеза № 2356 прошлого месяца. Мировое сообщество предусматривает новые санкции в отношении КНДР — замораживание имущества КНДР за рубежом, запрет поставок нефти, контроль отправления работников за рубеж и т. д.
Однако, по данным Минобороны России, ракета достигла высоты 535 км и пролетела 510 км, и параметрические данные полёта соответствуют тактико-техническим характеристикам баллистической ракеты средней дальности.
По сведениям немецких специалистов, КНДР не разрабатывает ракеты самостоятельно, а получает их компоненты из России. В середине 2017 года газета New York Times высказала предположение, что двигатели, предположительно из семейства РД-250, украинского производства (Южмаш) были переданы Россией в КНДР из своих складских запасов, украинская сторона опровергает свою причастность к поставкам в КНДР вообще какой-либо военной техники.
По данным Reuters, КНДР  способна производить ракетные двигатели без зарубежных поставок.
В августе 2017 года КНДР произвела испытательный запуск трёх ракет ближнего действия. Все три запуска окончились неудачей: одна ракета взорвалась вскоре после старта, две другие — в полёте.
29 августа 2017 года КНДР произвела очередной запуск ракеты Хвасон-12, которая пролетела над территорией Японии (остров Хоккайдо) и упала в море.
В ночь с 28 на 29 ноября 2017 года в КНДР было проведено испытание новой межконтинентальной баллистической ракеты «Хвасон-15», которая, как полагают, способна достичь любой цели на континентальной территории США. По данным министерств обороны Южной Кореи и США, ракета была запущена из провинции Пхёнан-Намдо, за 53 минуты пролетела 950 км, поднявшись на максимальную высоту 4475 км, и упала в исключительной экономической зоне Японии в Восточно-Китайском море. Власти ряда стран, включая Южную Корею, признали, что КНДР достигла финальной стадии создания рабочей межконтинентальной баллистической ракеты.
4 и 9 мая, 25 и 31 июля 2019 года в КНДР были проведены испытания оперативно-тактических ракет. По мнению специалистов, речь идёт о новейших твердотопливных оперативно-тактических ракетах KN-23, впервые показанных на параде 8 февраля 2018 года. По оценкам южнокорейских и американских военных специалистов, ракеты имеют дальность до 420 км и высоту верхней точки траектории до 50 км. Они запускаются с мобильной установки и внешне напоминают аэробаллистические ракеты российского комплекса «Искандер-М», способные совершать маневрирование на конечном участке траектории, что позволяет ракете после возвращения в атмосферу атаковать цель под углом 90 градусов, обеспечивая большую возможность преодоления средств ПВО и ПРО противника.
24 августа 2019 года в КНДР проведено успешное испытание новой реактивной системы залпового огня.
15 декабря 2019 г. на полигоне Сохэ были проведены очередные испытания ракет.

## 2020-е
В марте 2020 года РВСН КНДР провели 2 запуска стратегических ракет.
11 октября 2020 года на военном параде КНДР была продемонстрирована новая баллистическая ракета «Пуккыксон 4 А».
15 сентября 2021 года было произведено испытание боевого железнодорожного ракетного комплекса. Были запущены две баллистические ракеты, которые пролетели около 800 км, достигая максимальной высоты в 60 км. Вероятно, это были модернизированные ракеты KN-23, созданные по типу ракет российского комплекса «Искандер». Для эксплуатации комплексов был сформирован железнодорожный ракетный полк.
24 марта 2022 года КНДР осуществила запуск межконтинентальной баллистической ракеты, получившей наименование «Хвасон-17» («Хвасонпхо-17»). По данным Минобороны Японии, ракета упала в 170 км к западу от префектуры Аомори в пределах исключительной экономической зоны Японии
17 августа 2022 КНДР осуществила очередной запуск двух крылатых ракет в сторону Желтого моря из провинции Пхёнан-Намдо.
В ночь с 8 на 9 октября 2022 КНДР совершила запуск двух баллистических ракет в сторону Японского моря из провинции Канвондо, обе ракеты упали за пределами исключительной экономической зоны Японии.
18 и 20 февраля 2023 года были запущено несколько баллистических ракет ближнего радиуса действия у восточного побережья Северной Кореи. Согласно заявлению Пхеньяна, ракеты были запущены в рамках испытания пусковой установки, способной осуществить "тактический ядерный удар, который сотрет с лица земли все вражеские военные базы".
17 марта 2023 КНДР произвела, в рамках учений по запуску стратегического вооружения, очередной запуск МБР «Хвасонпхо-17». По заявлению КНДР, ракета была запущена из Пхеньянского международного аэропорта, пролетела 1000,2 км за 4151 секунд, поднявшись на максимальную высоту 6045 км и попала в намеченную акваторию Японского моря.
21 ноября 2023  была запущена ракета «Чхоллима-1»; по утверждению КНДР, миссия завершилась успехом и ракета вывела на околоземную орбиту разведывательный спутник «Маллигён-1» (две предыдущие аналогичные миссии завершились неудачей, после чего северокорейские инженеры внесли изменения в конструкцию ракеты), что позже подтвердили Космические силы США. Помимо этого, власти КНДР планируют «в короткие сроки» запустить еще несколько спутников для улучшения возможностей получения разведданных.
18 декабря 2023 осуществлён испытательный запуск межконтинентальной баллистической ракеты «Хвасон-18», упала возле острова Хоккайдо вне исключительной экономической зоны Японии.
В марте 2024 года представитель американского госдепартамента заявил, что Соединенные Штаты осуждают пуски баллистических ракет КНДР, которые были осуществлены в ночь с 17 на 18 марта 2024 г. Он отметил, что пуски ракет являются прямым нарушением резолюций СБ ООН, а также подчеркнул, что пуски угрожают соседям Пхеньяна и подрывают региональную безопасность. Дипломат добавил, что США остаются привержены дипломатическому подходу и призывают КНДР к диалогу.
27 июня 2024 года северокорейские СМИ сообщили об успешном испытании ракеты с несколькими боеголовками, прошедшем днем ранее. По приведенным данным, это была ракета с твердотопливным двигателем. Южная Корея, в свою очередь, обвинила КНДР в обмане и преувеличении. По их заявлению, проходившая испытания ракета была гиперзвуковой и взорвалась в воздухе. 
12 сентября 2024 года в рамках испытания были запущены несколько баллистических ракет малой дальности, которые пролетели около 360 км на высоте около 100 км и упали в море. Южная Корея и Япония осудили испытания.  
18 сентября 2024 года стало известно о запуске еще нескольких ракет малой дальности. По данным Южной Кореи, ракеты преодолели около 400 км в северо-западном направлении. Япония заявила, что дополнительно КНДР запустила еще одну  баллистическую ракету, приземлившуюся недалеко от восточного побережья Корейского полуострова. И Япония и Южная Корея осудили запуски ракет.   

## Экспорт ракет
КНДР является крупным поставщиком ракетных технологий. Согласно отчёту исследовательского агентства Forecast International, в период с 1987 по 2009 год КНДР экспортировала 1200 ракет, что составляет около 40 % данного сегмента рынка вооружений, а крупнейшими покупателями северокорейских баллистических ракет были Египет, Сирия, Ливия, Йемен, Объединённые Арабские Эмираты и Пакистан.
Предполагается, что на основе Тэпходон-2 созданы иранские ракеты Шахаб-5 и Шахаб-6.

## Ракеты
- Хвасон-5 (аналог советской Р-17)
- Хвасон-6 (модернизированная Хвасон-5 с увеличенной дальностью)
- Хвасон-12
- Хвасон-14
- Хвасон-15
- Хвасон-17
- Хвасон-18 (дальность полёта порядка 15 000 км)

- «Нодон» (два варианта — «Нодон-1» и «Нодон-2»)
- «Мусудан» (рядом источников считается основанной на конструкции советской БРПЛ Р-27, в основном из-за внешнего сходства)
- «Тэпходон»

- РН Чхоллима-1» (Chollima-1[англ.])